# Serie A2 FIAF 1988
La Serie A2 FIAF 1988 è stata la quinta edizione del secondo livello del campionato italiano di football americano (prima con la denominazione A2); è stato organizzato dalla Federazione Italiana American Football.

## Regular season

### Classifica

#### Girone A
| Pos. | Squadra             | %V   | G | V | N | P | PF  | PS  |
| ---- | ------------------- | ---- | - | - | - | - | --- | --- |
| 1    | Lancieri Novara     | .875 | 8 | 7 | 0 | 1 | 119 | 51  |
| 2    | Black Knights Rho   | .750 | 8 | 6 | 0 | 2 | 180 | 77  |
| 3    | Pirates Savona      | .500 | 8 | 4 | 0 | 4 | 116 | 121 |
| 4    | Phoenix San Lazzaro | .250 | 8 | 2 | 0 | 6 | 85  | 132 |
| 5    | Climbers Laives     | .125 | 8 | 1 | 0 | 7 | 56  | 175 |

#### Girone B
| Pos. | Squadra             | %V   | G | V | N | P | PF  | PS  |
| ---- | ------------------- | ---- | - | - | - | - | --- | --- |
| 1    | Blackhawks Cernusco | .875 | 8 | 7 | 0 | 1 | 155 | 43  |
| 2    | Aquile Ferrara      | .875 | 8 | 7 | 0 | 1 | 165 | 76  |
| 3    | Leoni Palmanova     | .375 | 8 | 3 | 0 | 5 | 124 | 121 |
| 4    | Red Devils Como     | .188 | 8 | 1 | 1 | 6 | 84  | 181 |
| 5    | Maddogs Milano      | .188 | 8 | 1 | 1 | 6 | 62  | 169 |

#### Girone C
| Pos. | Squadra              | %V   | G | V | N | P | PF  | PS  |
| ---- | -------------------- | ---- | - | - | - | - | --- | --- |
| 1    | Pythons Milano       | .875 | 8 | 7 | 0 | 1 | 132 | 39  |
| 2    | Etruschi Livorno     | .625 | 8 | 5 | 0 | 3 | 126 | 78  |
| 3    | Pharaones Garbagnate | .500 | 8 | 4 | 0 | 4 | 97  | 74  |
| 4    | Rivers Pontedera     | .325 | 8 | 3 | 0 | 5 | 69  | 96  |
| 5    | Hogs Reggio Emilia   | .125 | 8 | 1 | 0 | 7 | 52  | 189 |

#### Girone D
| Pos. | Squadra          | %V   | G | V | N | P | PF  | PS  |
| ---- | ---------------- | ---- | - | - | - | - | --- | --- |
| 1    | U-Boats Ostia    | .813 | 8 | 6 | 1 | 1 | 151 | 20  |
| 2    | Trucks Bari      | .625 | 8 | 5 | 0 | 3 | 95  | 84  |
| 3    | Seagulls Salerno | .563 | 8 | 4 | 1 | 3 | 89  | 77  |
| 4    | Kings Napoli     | .438 | 8 | 3 | 1 | 4 | 87  | 89  |
| 5    | Delfini Taranto  | .063 | 8 | 0 | 1 | 7 | 36  | 188 |